# إسماعيل الكرايعي
إسماعيل الكرايعي (ولد في 28 مارس 1999 في المغرب) لاعب كرة قدم مغربي يجيد اللعب في مركز المهاجم. يلعب حاليا لصالح الحد في الدوري البحريني الممتاز منذ 1 يوليو 2023.

## المسيرة الرياضية

### الأندية
في 23 سبتمبر 2023 انتقل الكرايعي من الرجاء المغربي إلى الحد البحريني في صفقة انتقال حر.